# Powiat Miyagi
Powiat Miyagi (jap. 宮城郡 Miyagi-gun) – powiat w Japonii, w prefekturze Miyagi. W 2024 roku liczył 65 208 mieszkańców.

## Miejscowości
- Matsushima
- Rifu
- Shichigahama